# Ma grande famille
 (octobre 2019).
Si vous disposez d'ouvrages ou d'articles de référence ou si vous connaissez des sites web de qualité traitant du thème abordé ici, merci de compléter l'article en donnant les références utiles à sa vérifiabilité et en les liant à la section « Notes et références ».
Ma Grande Famille , ,  est une série télévisée ivoirienne suite de la série Ma famille. Elle est diffusée sur la chaine A+
Cette série nous replonge  dans les déboires de la vie conjugale du duo mythique Delta-Bohiri et des nombreuses maîtresses qui gravitent autour de Monsieur. Ma grande famille, c’est avant tout une grande fresque d’histoires croisées tournée dans 4 pays africains et incarnée par une pléiade d’acteurs connus de toute l’Afrique francophone. 
Entre intrigues amoureuses et histoire de famille, Akissi Delta va encore plus loin en traitant des sujets de sociétés tels que l’éducation, la santé, les traditions, la sexualité... toujours avec humour, rire et bonne humeur dont elle seule a le secret.

## Distribution
- Akissi Delta
- Michel Gohou
- Michel Bohiri
- Clémentine Papouet [4]
- Digbeu Cravate
- Sékou Oumar Sidibé